# Robert Meyers (hockey sur glace)
Pour les articles homonymes, voir Meyers et Robert Meyers.
Robert Roderick Meyers dit Bob (né le 11 août 1924 à Edmonton au Canada - mort le 22 mars 2014) est un joueur canadien de hockey sur glace qui évoluait en position de défenseur. Il participe aux Jeux olympiques d'hiver de 1952 et devient champion olympique avec le Canada. Il dispute deux rencontres au cours du tournoi et inscrit autant de buts.

## Titres et honneurs personnels
- Médaille d'or aux Jeux olympiques de 1952 à Oslo en Norvège